# Edinburgh Mathematical Society

Logo

De Edinburgh Mathematical Society (EMS) is een professioneel wiskundig genootschap uit Schotland.

## Geschiedenis
De Edinburgh Mathematical Society werd gesticht in 1883 door een groep van leerkrachten en academici uit Edinburgh, op initiatief van A. Y. Fraser en A. J. G. Barclay, leerkrachten aan het George Watson's College. De eerste voorzitter was J.S. Mackay, hoofd van de faculteit wiskunde in de Edinburgh Academy.

## Activiteiten
Het genootschap organiseert ontmoetingsdagen en vergaderingen over heel Schotland. Ze publiceren ook een academisch krantje (Proceedings of the Edinburgh Mathematical Society) en iedere 4 jaar eren ze door de Sir Edmund Whittaker Memorial Prize een opmerkelijk figuur binnen de wiskunde in Schotland. 
Het EMS is een lid van de European Mathematical Society, een overkoepelend orgaan voor wiskundige genootschappen in Europa.